# Простой узел (галстук)
Просто́й у́зел (англ. Simple Knot) — асимметричный галстучный узел. Один из самых простых узлов. Представляет собой тонкий узел конусного вида, который хорошо подходит крупным людям. Сочетается с формой воротника «Кент». Узел не должен (и не может) иметь правильной треугольной формы, лучше всего, если он будет выглядеть завязанным элегантно небрежно. Поскольку этот узел имеет небольшой размер, он подходит для галстуков из плотного материала (шерсть), тогда как большинство других узлов для подобных галстуков — негодны. Азиаты считают узел «Восточный» классическим так же, как европейцы считают узел «Четвёрка» классическим, — первый узел, который они учатся завязывать в школе и потом применяют при любых обстоятельствах, направляясь в офис или на праздник. Нераспускающийся (если узкий конец галстука вынуть из узла, узел сохранит свою форму), завязывают с изнаночной стороны.
Если материал галстука — тонкий (шёлк), завязывают узел «Четвёрка» с двумя оборотами или узел «Принц Альберт» и узел «Виктория» с тремя оборотами, которые делают узел более объёмным.
Отличия узлов, построенных схожим образом, — в количестве оборотов, «Простой» — 1 оборот, «Четвёрка» — 2, «Принц Альберт» и «Виктория» — 3.
«Простой» узел — схож с «Восточным (Ориентал)». В основе галстучного «Простого» узла — бытовой узел «Удавка».

## Способ завязывания

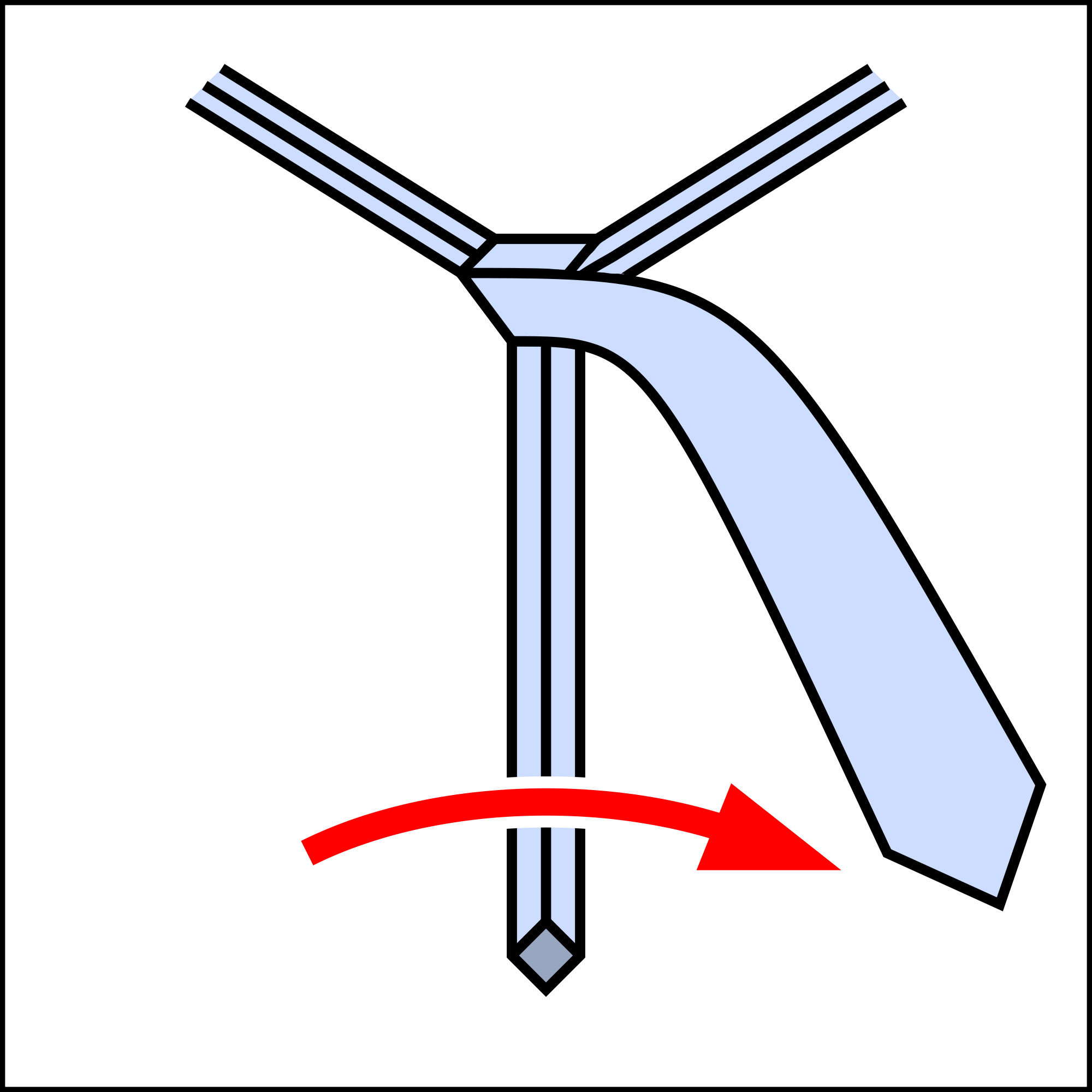
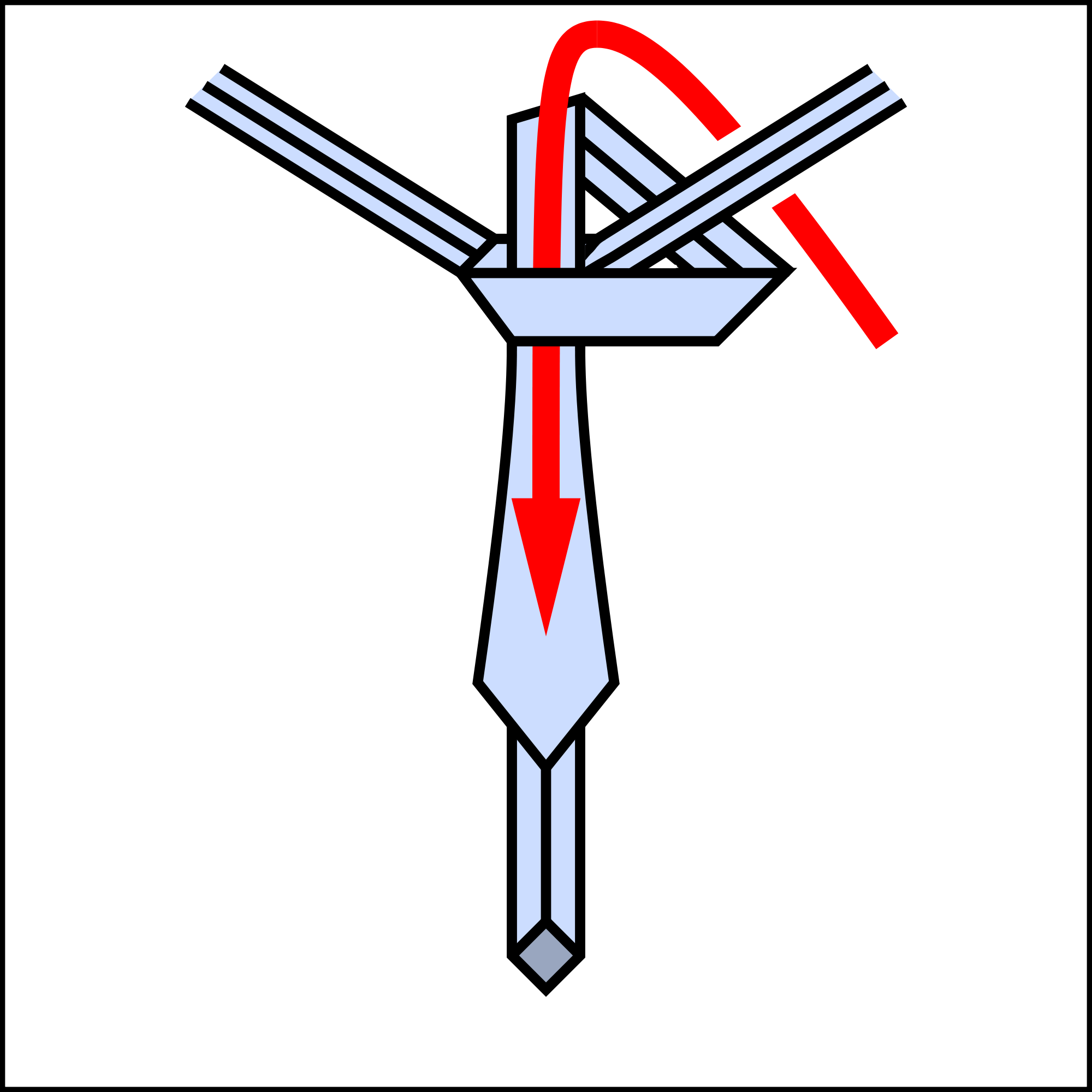

Простейший способ — завязать простой узел широким концом галстука, а узкий конец вдеть внутрь узла. Но чаще используют следующий метод завязывания:
1. Скрестить концы галстука изнаночной стороной наружу, положить широкий конец под узким и направить широкий конец вправо.
2. Перекинуть широкий конец через узкий снизу вверх и направить его влево (оборот). Протянуть широкий конец снизу вверх через шейную петлю (полуузел). Продеть широкий конец сверху вниз в образовавшуюся на узле петлю.
3. Затянуть узел, расправить его и подтянуть вверх.

## Признаки
Плюсы
- Узел — прост[2]
- Особо подходит для галстуков из плотной ткани

Минусы
- Асимметричен
- Подходит лишь для завязывания узла плотным материалом